# Castle William

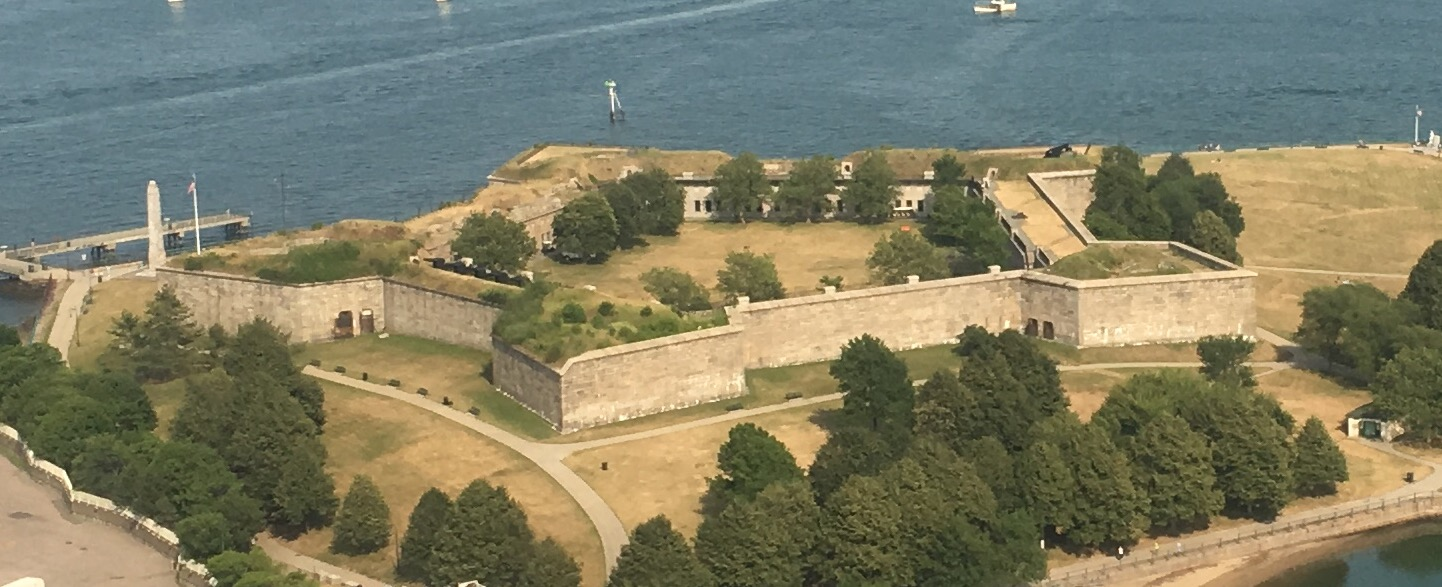
Fort independence

Castle William était un fort situé sur l'île de Castle Island dans le port de Boston aux États-Unis.
En 1634, le gouverneur de la colonie de la baie du Massachusetts, Thomas Dudley, choisit Castle Island pour y construire les défenses côtières de Boston. Les premières fortifications étaient en terre et comprenaient deux plateformes de trois canons. Un fort en bois y est érigé en 1644 puis agrandi en 1653. Le fort brula complètement en 1673 et fut rapidement remplacé par une nouvelle structure.
En 1701, commence la construction d'un fort en briques, à quatre bastions, armé de 72 canons, qui sera généralement appelé Castle William, d'après William III of Orange, roi d'Angleterre. En 1775, au début de la Guerre d'indépendance des États-Unis, lorsque les troupes britanniques évacuèrent Boston, elles détruisirent les fortifications de l'île qui furent bientôt réparées par les troupes du lieutenant-colonel Paul Revere.
Le président John Adams, ordonna la construction, en 1799, d'un nouveau fort sur l'île, nommé Fort Independence qui fut achevé en 1803.